# Carol Ann Duffy
Carol Ann Duffy, née le 23 décembre 1955 à Glasgow, est une poétesse et une universitaire contemporaine écossaise. Elle est professeur de poésie contemporaine à l'université métropolitaine de Manchester, et a été nommée poète lauréat du  Royaume-Uni en mai 2009, succédant à Andrew Motion. Elle est non seulement la première femme mais aussi la première à avoir ouvertement déclaré son homosexualité à accéder à ce poste depuis sa création, il y a trois siècles. 
Parmi ses recueils on trouve Standing Female Nude (1985), récompensé par le Scottish Arts Council Award ; Selling Manhattan (1987) qui a remporté un Somerset Maugham Award ; Mean Time (1993), récompensé par le Whitbread Poetry Award et Rapture (2005), lauréat du prix T.S. Eliot. Ses poèmes sont des interrogations sur des problèmes comme l’oppression, la sexualité et la violence ; leur écriture dans une langue accessible, les a rendus populaires dans les écoles.

## Biographie

### Jeunesse et carrière
Élevée au sein d'une famille catholique dans les Gorbals, un quartier pauvre de Glasgow, elle est le premier enfant de Frank Duffy Scot, un installateur électrique dont les grands-parents étaient irlandais, et de May Black, irlandaise elle-même. Le couple a quatre autres enfants, tous des garçons ; la famille s'installe à Stafford, en Angleterre, lorsque Duffy a six ans : « J'ai perdu une rivière, une culture, un langage, le sentiment de mon premier espace / et un endroit d'où être vraiment ? Maintenant, d'où venez-vous? / demandent les étrangers. D'où venez-vous à l'origine? Et je ne sais quoi dire »[réf. nécessaire]. Son père travaille pour la English Electric. Il est aussi syndicaliste, et en 1983 se présente sans succès comme candidat aux élections législatives pour le compte du Parti travailliste ; dans son temps libre il dirige le club de football des Stafford Rangers.
Duffy fait ses études à Stafford, à l'école primaire catholique Saint-Augustin (Saint Austin's RC Primary School) de 1962 à 1967, à la St. Joseph's Convent School de 1967 à 1970), et à la Stafford Girls 'High School de 1970 à 1974. Elle voit son talent littéraire encouragé par deux professeurs d'anglais, June Scriven à Saint-Joseph, et Jim Walker à la Stafford Girls' High. Dès son plus jeune âge elle est passionnée de lecture, et désire toujours être écrivain, composant des poèmes dès l'âge de 11 ans. Lorsque l'un de ses professeurs d'anglais meurt, elle écrit : « Vous vous êtes assis sur votre bureau, / balançant les jambes, et lisant un poème de Yeats / aux filles qui s'ennuyaient, mais mon cœur au contraire a trébuché et a rougi / alors qu'il tombait amoureux des mots et / dans le vieux bureau fatigué que j'avais sous mes mains / j'ai vu l'arbre, j'ai entendu l'oiseau dans le chêne qui se racontait lui-même comme il le pouvait à travers l'air ».
Quand Duffy a 15 ans, June Scriven envoie quelques-uns de ses poèmes à Outposts, un éditeur de brochures ; ils y sont lus par le libraire Bernard Stone, qui en publie quelques-uns. Quand elle a 16 ans, elle rencontre Adrian Henri, le poète anglais, et décide qu'elle veut vivre avec lui. Ils vivent ensemble jusqu'en 1982 : « Il m'a donné confiance, disait-elle, il était grand. Il était toute poésie, il m'enivrait, mais il n'a jamais été fidèle. Il pensait que c'était le devoir des poètes d'être infidèles »[réf. nécessaire]. Elle s'inscrit à l'université de Liverpool pour rester près de lui, et commence un diplôme de philosophie en 1974. Elle voit deux de ses pièces jouées à la Liverpool Playhouse (en), écrit un petit livre, Fifth Last Song, et reçoit son diplôme de philosophie en 1977 avec mention honorable.
Elle travaille comme critique de poésie pour The Guardian de 1988 à 1989, et est rédactrice en chef du magazine de poésie, Ambit. En 1996, elle est nommée assistante en poésie à l'université métropolitaine de Manchester, et en devient plus tard directrice de création de l'atelier d'écriture. Elle faillit être nommée poétesse lauréate du Royaume-Uni en 1999 après la mort de Ted Hughes, mais on choisit pour cette récompense Andrew Motion. Elle a dit que de toute façon elle ne l'aurait pas acceptée à ce moment-là, parce qu'elle avait une relation avec le poète écossais Jackie Kay, avait une petite fille, et n'aurait pas voulu attirer l'attention du public. Elle succède à Andrew Motion en mai 2009, quand les dix ans de ce dernier furent passés. Elle est la première femme, la première Écossaise et la première personne ouvertement lesbienne à avoir obtenu cet honneur, ainsi que la première lauréate choisie au XXIe siècle.
Duffy a été présentée au South Bank Show en compagnie de Melvyn Bragg le 6 décembre 2009 ; à cette occasion elle lit une partie de son travail, et le 7 décembre, elle offre le prix Turner à l'artiste Richard Wright.
En 2018, lors du Bradford Literature Festival en Angleterre, un de ses poèmes, avec ceux de Kate Bush, Jackie Kay et Jeanette Winterson, en hommage aux soeurs Brontë est gravé dans une pierre et réparti sur un chemin reliant la maison natale des sœurs au presbytère où elles étudièrent dans la région de Bradford. Celui de Duffy rend hommage à Charlotte Brontë.

## Œuvre
Les manuscrits de Duffy sont déposés à la Robert W. Woodruff Library, Emory University. Des traductions en français de poèmes de Duffy sont parues dans la revue Le Champ des Lettres no 1.
Liste exhaustive des œuvres de Carol Ann Duffy :

### Poésie
- Fleshweathercock, and Other Poems, Outposts (Walton-on-Thames, Surrey, Angleterre), 1973.
- Fifth Last Song, Headland (Wirral, Merseyside, Angleterre), 1982.
- Standing Female Nude, Anvil Press (Londres, Angleterre), 1985.
- Thrown Voices, Turret Books (Londres, Angleterre), 1986.
- Selling Manhattan, Anvil Press (Londres, Angleterre), 1987.
- The Other Country, Anvil Press (Londres, Angleterre), 1990.
- Mean Time, Anvil Press (Londres, Angleterre), 1993.
- Selected Poems, Penguin/Anvil Press (Londres, Angleterre), 1994.
- The Pamphlet, Anvil Press (Londres, Angleterre), 1999.
- The World's Wife, Picador (New York, États-Unis), Faber & Faber (Londres, Angleterre), 2000.
- Rapture, Picador (New York, États-Unis), 2005.
- Feminine Gospels, Picador (Londres, Angleterre), 2002.
- The Hat, Faber and Faber (Londres, Angleterre), 2007.
- Love Poems, Picador (Londres, Angleterre), 2010.
- The Bees, Picador (Londres, Angleterre), 2011.
- Ritual Lighting: Laureate Poems, Picador (Londres, Angleterre), 2014.
- Collected Poems, Picador (Londres, Angleterre), 2015.
- Sincerity, Picador (Londres, Angleterre), 2018.

### Théâtre
- Take My Husband (two-act), première production à Liverpool, au Liverpool Playhouse, 4 décembre 1982.
- Cavern of Dreams (two-act), première production à Liverpool au Liverpool Playhouse, 3 août 1984.
- Loss (one-act), première diffusion par BBC-Radio, July 22, 1986.
- Little Women, Big Boys (one-act), première production à Londres au Almeida Theatre, 8 août 1986.
- Beasts and Beauties: Eight Tales from Europe, première production à Bristol au Bristol Old Vic, avril 2004.

### Littérature jeunesse
- (Adaptation) Grimm Tales, Faber & Faber (Londres, Angleterre), 1996.
- Meeting Midnight (poèmes), Faber & Faber (Londres, Angleterre), 1999.
- (avec Jackie Kay, Roger McGough, Gareth Owen, Brian Patten) Five Finger-Piglets (poems), Macmillan (Londres, Angleterre), 1999.
- The Oldest Girl in the World, Faber & Faber (Londres, Angleterre), 2000.
- Underwater Farmyard, Macmillan Children’s Books (Londres, Angleterre), 2003.
- The Good Child's Guide to Rock 'N' Roll, Faber and Faber (Londres, Angleterre), 2003.
- The Skipping-rope Snake, Macmillan Children’s Books, (Londres, Angleterre), 2003.
- Moon Zoo, Macmillan Children’s Books (Londres, Angleterre), 2004.
- Doris the Giant, Puffin Books (Londres, Angleterre), 2004.
- The Stolen Childhood and Other Dark Fairy Tales, Puffin Books (Londres, Angleterre), 2005.
- Another Night Before Christmas, John Murray Publishers (Londres, Angleterre), 2005.
- The Tears Thief, Barefoot Books (Cambridge, États-Unis), 2007.
- The Lost Happy Endings, Bloomsbury Children’s Books (Londres, Angleterre), 2008.
- The Princess Blankets, Templar (Londres, Angleterre), 2009.
- Mrs Scrooge: A Christmas Tale, Pan Macmillan (Londres, Angleterre), 2009.
- The Gift, Barefoot Books (Cambridge, États-Unis), 2010.
- Wenceslas: A Christmas Poem, Picador (Londres, Angleterre), 2012.
- Do you want?, HarperCollins UK (Londres, Angleterre), 2013.
- Dorothy Wordsworth's Christmas Birthday, Picador (Londres, Angleterre), 2014.
- The Christmas Truce, Picador (Londres, Angleterre), 2014.
- Faery Tales, Faber and Faber Children’s (Londres, Angleterre), 2014.
- New and Collected Poems for Children, Faber and Faber Children’s (Londres, Angleterre), 2014.
- The Wren-Boys, Picador (Londres, Angleterre), 2015.
- The King of Christmas, Picador (Londres, Angleterre), 2016.
- Queen Munch and Queen Nibble, Macmillan Children’s Books (Londres, Angleterre), 2017.
- Pablo Picasso’s Noel, Pan Macmillan (Londres, Angleterre), 2018.

### Autres
- (Dir.) Home and Away, Southern Arts (Thamesdown, Angleterre), 1988.
- (Directrice de publication et contributrice) I Wouldn't Thank You for a Valentine: Anthology of Women's Poetry, illustré par Trisha Rafferty, Viking (New York, États-Unis), 1992, publié sous le titre I Wouldn't Thank You for a Valentine: Poems for Young Feminists, Holt (New York, États-Unis), 1993.
- (Dir.) Stopping for Death: Poems of Death and Loss, illustré par Trisha Rafferty, Holt (New York, États-Unis), 1996.
- (Dir.) Time's Tidings: Greeting the Twenty-first Century, Anvil Press (Londres, Angleterre), 1999.
- (Dir.) Hand in Hand, Picador (Londres, Angleterre), 2001.
- (Dir.) Out of Fashion: An Anthology of Poems, Faber and Faber (Londres, Angleterre), 2004.
- (Dir.) Answering Back: Living Poets Reply to the Poetry of the Past, Picador (Londres, Angleterre), 2007.
- (Dir.) To the Moon: An Anthology of Lunar Poems, Picador (Londres, Angleterre), 2009.
- (Dir.) Jubilee Lines, Faber and Faber (Londres, Angleterre), 2012.
- (Dir.) 1914: Poetry Remembers, Faber and Faber (Londres, Angleterre), 2013.
- (Dir.) Off the Shelf: A Celebration of Bookshops in Verse, Picador (Londres, Angleterre), 2016.
- (Dir.) Armistice: A Laureate's Choice of Poems of War and Peace, Faber and Faber (Londres, Angleterre), 2018.